# Melanopareia maranonica
Il pettolunato del Marañón (Melanopareia maranonica Chapman, 1924) è uccello passeriforme appartenente alla famiglia Melanopareiidae.

## Etimologia
Il nome scientifico della specie, maranonica, rappresenta un chiaro riferimento al suo areale: il nome comune di questi uccelli altro non è che la traduzione di quello scientifico.

## Descrizione

### Dimensioni
Misura 16 cm di lunghezza, per 23 g di peso.

### Aspetto
Si tratta di uccelletti dall'aspetto paffuto e massiccio muniti di grossa testa arrotondata e allungata dal becco conico piuttosto corto e sottile, zampe forti e piuttosto lunghe, ali appuntite e coda lunga quanto il corpo, piuttosto sottile e dall'estremità squadrata.

Nel complesso, il pettolunato del Marañón è molto simile all'affine (e secondo alcuni conspecifico) pettolunato elegante, dal quale si differenzia per la colorazione più scura e morfometria differente, con coda ed ali in proporzione più lunghe.
Il piumaggio si presenta di colore grigio topo su dorso e ali (queste ultime con riflessi color cannella sulle remiganti e copritrici nerastre con orlo di color cenere), con tendenza a scurirsi nel grigio-nerastro su fronte, vertice, nuca e coda specialmente negli esemplari di sesso maschile, mentre petto e ventre sono di color tenné: sulla parte superiore del petto è presente una banda trasversale nerastra a forma di mezzaluna che separa la colorazione toracica da quella golare, che tende al sabbia. Quest'ultima è delimitata superiormente da una mascherina facciale anch'essa di colore nerastro, la quale, partendo dai lati del becco, diviene più spessa raggiungendo occhi e guance, e percorrendo anche i lati del collo fino alla sua base: superiormente, essa è orlata dello stesso color sabbia della gola, che forma in questo caso un sottile sopracciglio.
Il becco è di colore nerastro, le zampe sono rosate e gli occhi sono di colore bruno scuro.

## Biologia
Il pettolunato del Marañón è un uccello molto schivo ed elusivo, dalle abitudini di vita diurne e solitarie, che passa la maggior parte della giornata al suolo o fra i rami bassi dei cespugli, muovendosi con circospezione fra l'erba e il fogliame alla ricerca di cibo.
Questi uccelli comunicando mediante due tipi di richiami, entrambi composti da note corte e monotone ripetute in serie, con tendenza a crescere in volume all'inizio e decrescere verso la fine: essi possono essere paragonati al richiamo tipico delle altre specie di pettolunato ed il basso e lento chioccolare di un galliforme.

### Alimentazione
La dieta di questi animali rimane ignota.

### Riproduzione
Mancano dati riguardanti la riproduzione di questi uccelli: verosimilmente le loro abitudini riproduttive ricordano quelle delle specie congeneri.

## Distribuzione e habitat
Come intuibile sia dal nome comune che dal nome scientifico, il pettolunato del Marañón è endemico del bacino del Rio Marañón, nel nord del Perù (regione di Cajamarca), con popolazioni che sembrano sussistere anche nell'estremo sud dell'Ecuador (provincia di Zamora Chinchipe).
L'habitat di questi uccelli è rappresentato dalla densa boscaglia arida valliva, fra i 200 ed i 750 m di quota.